# Louis-André Navarre
Louis-André Navarre MSC (ur. 3 lutego 1836 w Auxerre, zm. 16 stycznia 1912 w Townsville) – francuski duchowny rzymskokatolicki, misjonarz Najświętszego Serca Jezusowego, arcybiskup, wikariusz apostolski Melanezji i Nowej Gwinei.

## Biografia
Louis-André Navarre urodził się 3 lutego 1836 w Auxerre we Francji. 26 maja 1872 otrzymał święcenia prezbiteriatu i został kapłanem archidiecezji Bourges. Później wstąpił do misjonarzy Najświętszego Serca Jezusowego. W 1885 wyjechał na misje na Nową Gwineę.
17 maja 1887 papież Leon XIII mianował go wikariuszem apostolskim Melanezji oraz biskupem tytularnym Pentacomii. 30 listopada 1887 w bazylice Naszej Pani Najświętszego Serca Jezusowego w Issoudun przyjął sakrę biskupią z rąk arcybiskupa Bourges Jeana-Josepha Marchala. Współkonsekratorami byli biskup Orleanu Pierre-Hector Coullié oraz biskup Blois Charles-Honoré Laborde.
17 sierpnia 1888 otrzymał arcybiskupstwo tytularne Cyrrhus. 10 maja 1889 wikariat apostolski Melanezji uległ podziałowi. Abp Navarre objął nowo utworzony wikariat apostolski Nowej Gwinei. Jego siedziba znajdowała się na wyspie Yule. Rozwinął misje. Pod koniec jego pontyfikatu wikariat apostolski Nowej Gwinei liczył 38 szkół i 2 sierocińce, a także 28 stacji misyjnych, z których każda posiadała kościół i szkołę. Ze stacji regularnie dojeżdżano do 78 wiosek.
W styczniu 1908 z powodu podeszłego wieku i złego stanu zdrowia zrezygnował z wikariatu. W 1912 podczas podróży statkiem na południe Australii, oficer medyczny polecił choremu abp Navarre wysiąść na brzeg i udać się do szpitala, co ten uczynił w Townsville, gdzie po 11 dniach, 16 stycznia 1912, ok. godz. 22 zmarł. Został pochowany w Townsville. 1 sierpnia 1925 jego szczątki zostały ekshumowane i 22 września 1925 pochowane na Yule.